# Drops
A Drops (Código UCI: DRP) é uma equipa ciclista feminina do Reino Unido de categoria UCI Women's Team, máxima categoria feminina do ciclismo de estrada a nível mundial.

## Material ciclista
A equipa utiliza bicicletas Trek e componentes Bontrager

## Classificações UCI
As classificações da equipa e do seu ciclista mais destacado são as seguintes:
| Temporada | Classificação por equipas | Melhor corredor  | Posição |
| 2016      | 33.º                      | Alice Barnes     | 124.º   |
| 2017      | 15.º                      | Ann-Sophie Duyck | 40.º    |

## Palmarés
Para anos anteriores veja-se: Palmarés da Drops.

### Palmarés de 2019

#### UCI WorldTour de 2019
| Datas | Carreiras | Ganhadora |
|       |           |           |

#### Calendário UCI Feminino de 2019
| Datas | Carreiras | Ganhadora |
|       |           |           |

#### Campeonatos nacionais
| Datas | Carreiras | Ganhadora |
|       |           |           |

## Elencos
Para anos anteriores, veja-se Elencos da Drops

### Elenco de 2019
| Integrantes da equipe 2019        | Integrantes da equipe 2019 | Integrantes da equipe 2019 | Integrantes da equipe 2019 |
| Ciclista                          | Data de nascimento         | Equipe anterior            |                            |
| --------------------------------- | -------------------------- | -------------------------- | -------------------------- |
| Grace Anderson                    | 9 julho 1997               | Team Illuminate (2018)     |                            |
| Elinor Barker                     | 7 setembro 1994            | Wiggle High5 (2018)        |                            |
| Megan Barker                      | 15 agosto 1997             | Breeze (2018)              |                            |
| Anna Christian                    | 6 agosto 1995              | Wiggle High5 (2016)        |                            |
| Eleanor Dickinson                 | 4 junho 1998               | Breeze (2018)              |                            |
| Elizabeth Holden                  | 12 setembro 1997           |                            |                            |
| Manon Lloyd                       | 5 novembro 1996            |                            |                            |
| Abby-Mae Parkinson                | 30 julho 1997              | Servetto Footon (2016)     |                            |
| Hannah Payton                     | 23 março 1994              |                            |                            |
| Lucy Shaw                         | 17 julho 1997              |                            |                            |
| Joscelin Lowden (13 mai.–31 dez.) | 3 outubro 1987             | Storey Racing (2018)       |                            |
|                                   |                            |                            |                            |
| Fonte: ProCyclingStats            |                            |                            |                            |